# Helsingfors universitets bibliotek

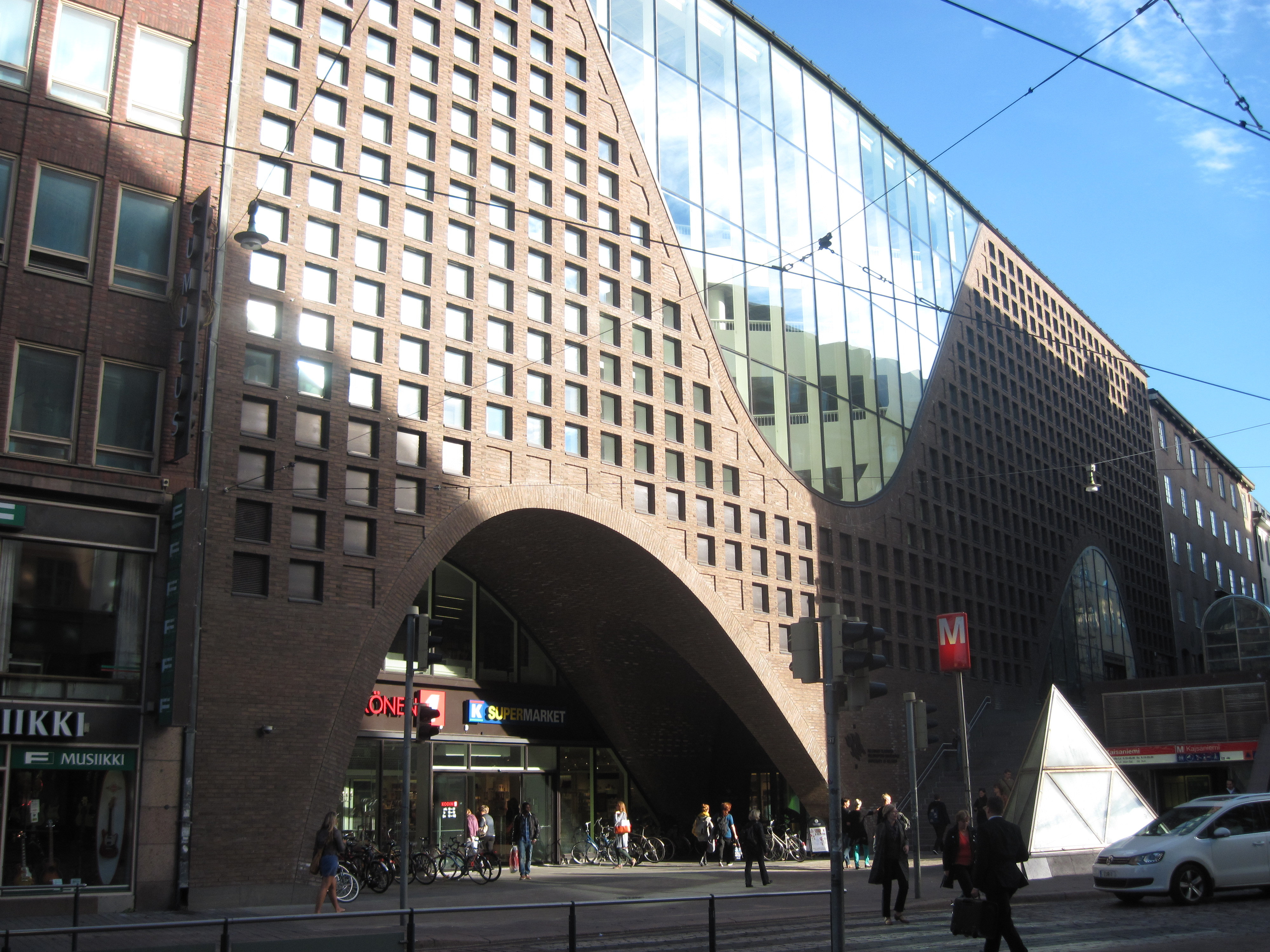
Huvudbiblioteket i Kajsahuset i Kajsaniemi.

Helsingfors universitets bibliotek (finska: Helsingin yliopiston kirjasto) är Finlands största 
mångvetenskapliga universitetsbibliotek. Det grundades den 1 januari 2010 som ett oberoende institut inom Helsingfors universitet och skall inte förväxlas med 
Finlands nationalbibliotek som till 2006 hette Helsingfors universitetsbibliotek.
Biblioteket är verksamt på alla universitetetscampus samt på internet och samarbetar med nationella och internationella bibliotek.
Huvudbiblioteket, som innehåller  det gamla studentbiblioteket samt de tidigare fakultetsbiblioteken för  humaniora, juridik, teologi och samhällsvetenskap, ligger i Kajsahuset i centrum av Helsingfors.  Byggnaden, som tidigare var ett varuhus, har sju nybyggda våningar och fyra sanerade källarvåningar. Ombyggnaden har ritats av arkitektbyrån Anttinen Oiva Arkkitehdit Oy.
Biblioteket är i första hand avsett för universitets studenter, forskare och personal, men är också öppet för allmänheten.
År 2021 bestod bibliotekets samlingar av 22 700 digitala tidskrifter, 977 700 e-böcker och 42 600
hyllmeter tryckt material.